# Горькая (нижний приток Грачёвки)
Го́рькая — река в Ставропольском крае. Длина — 72 км, площадь бассейна — 643 км².
Вытекает из балки Горькая у горы Острой вблизи посёлка Северный Шпаковского района и является правым притоком Грачёвки. Устье находится напротив села Кугуты Петровского района.
Относится к бассейну рек Восточный и Западный Маныч.

## Притоки
- Спицевка
- ручей Базовый
- ручей Копанский
- Горькая 2-я